# Кадет (воспитанник кадетского корпуса)

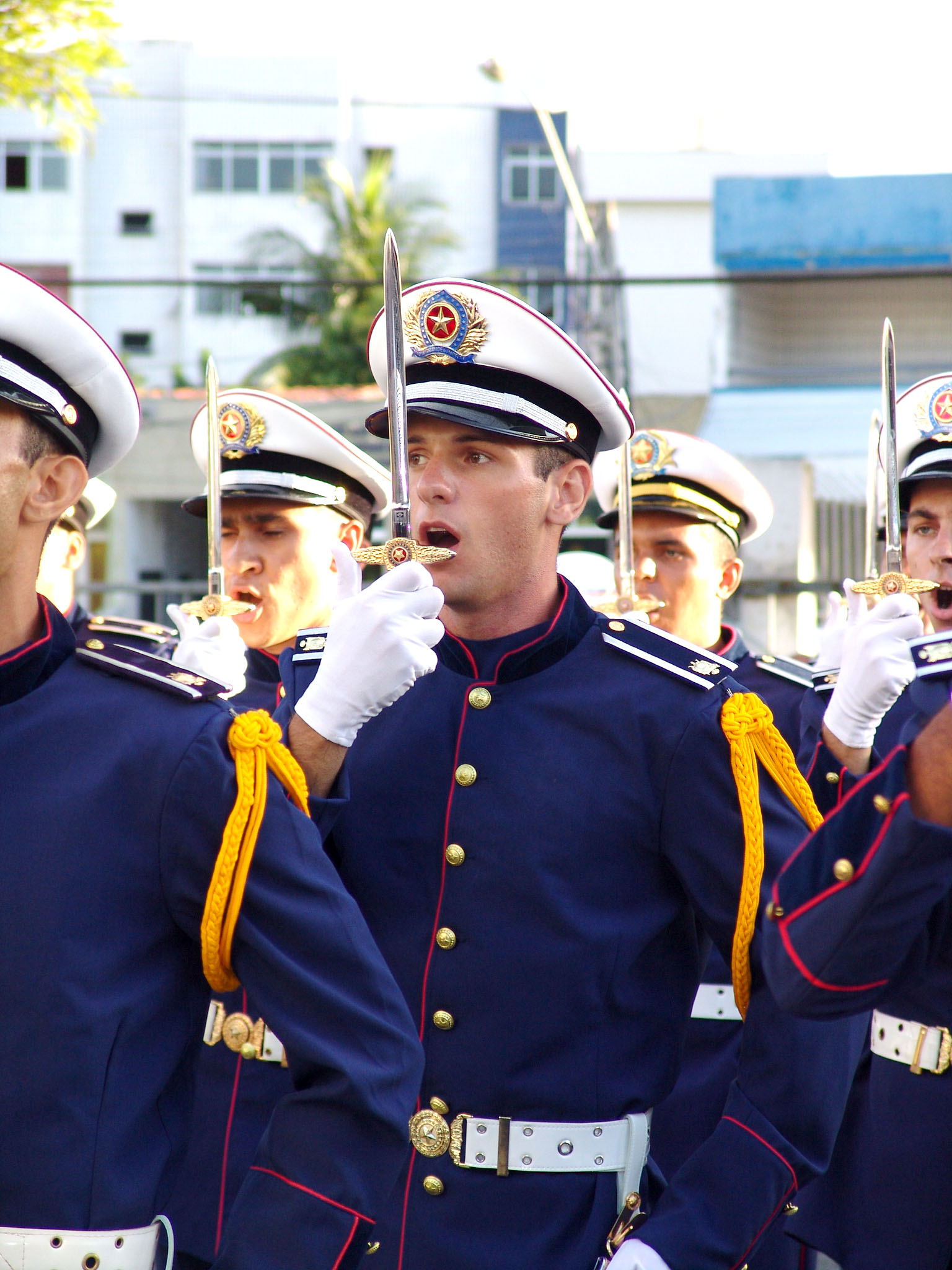
Клятва курсантов Военной полицейской академии штата Риу-Гранди-ду-Норти (Бразилия).

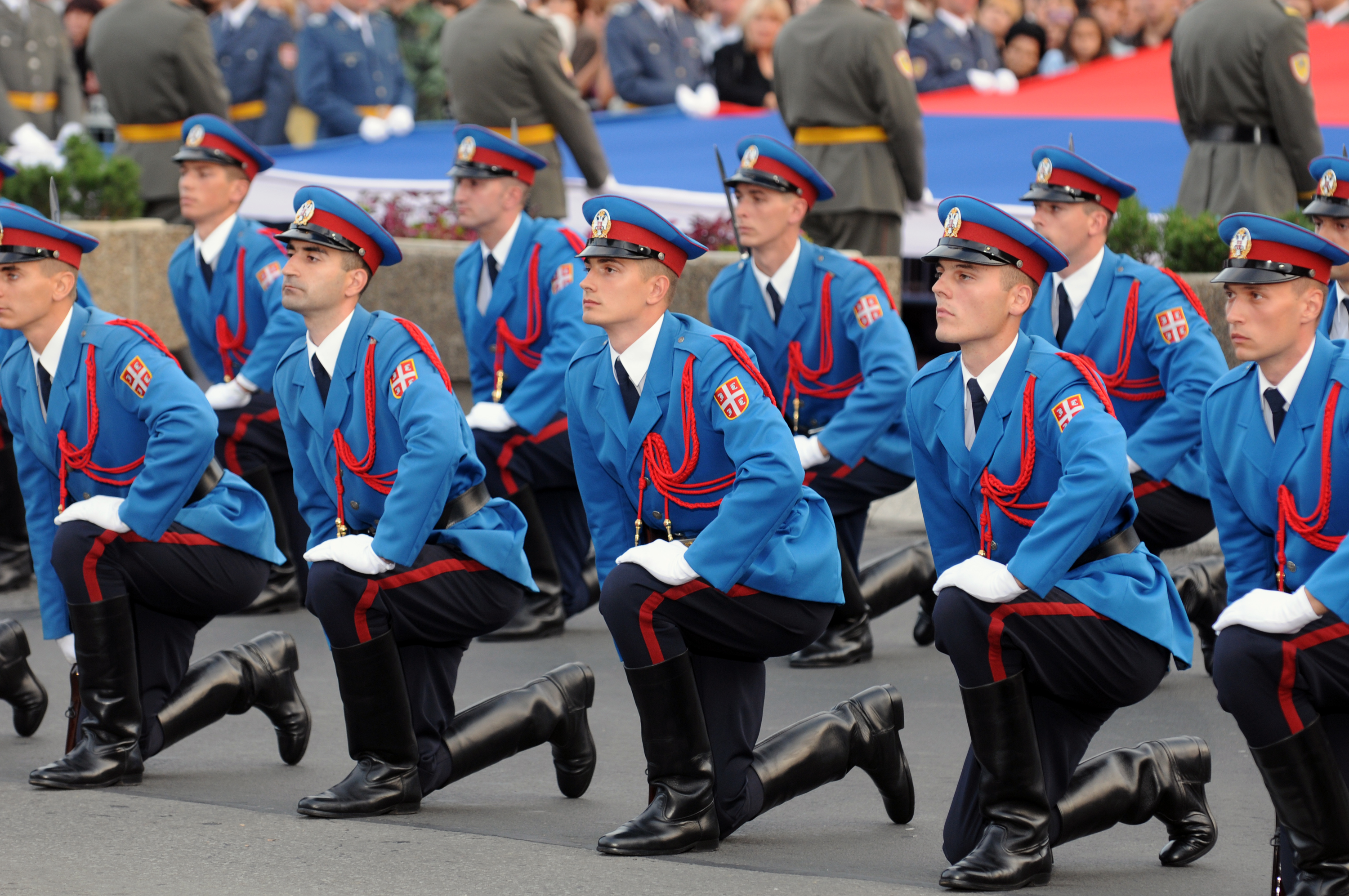
Курсанты Вооруженных сил Сербии.

Каде́т (от фр. cadet «младший»; из гаск. capdèt «командир, начальник») — наименование звания учащихся (воспитанников) кадетских корпусов в Российской Федерации и некоторых иностранных государствах, после торжественного принятия ими клятвы кадета.  

## История
В дореволюционной Франции кадетами назывались, до производства в офицеры, молодые дворяне, зачисленные на военную службу. Из Франции название перешло во все европейские государства.
В Российской империи слово «кадет» появилось одновременно с учреждением первого военно-учебного заведения — Сухопутного шляхетского корпуса. Так, кадетами стали именовать воспитанников корпусов. По преобразовании кадетских корпусов в училища и гимназии наименование это исчезло. В 1882 году оно восстановлено в прежнем смысле.
Инициатива создания в императорской России кадетских корпусов для дворян принадлежала графу П. И. Ягужинскому. Указом императрицы Анны Иоанновны Сенату от 29 июля 1731 года предписывалось учредить кадетский корпус. Эта дата считается днём принятия звания в Российской империи.
Кадетами также назывались молодые дворяне во Франции и Пруссии на военной службе в солдатских чинах до производства их в офицеры, а также унтер-офицеры из дворян в некоторых европейских армиях.
Звание было упразднено советской властью в 1917 году.
Вновь стало применяться с начала 1990-х годов, когда в Российской Федерации вновь было создано несколько кадетских корпусов.

## Современное состояние
С 1991 года в России звание «кадет» присваивается учащимся кадетских корпусов или кадетских классов, которые до этого носили звание «воспитанник». Присвоение звания «кадет» происходит после торжественного принятия ими соответствующей клятвы.
В Российской Федерации кадеты получают военно-патриотическое воспитание в рамках образовательного учреждения. Кадеты отличаются от своих товарищей суворовцев формой одежды, специальным званием.